# Кунцевич, Владимир Ильич
Влади́мир Ильи́ч Кунце́вич (род. 6 августа 1952) — советский и российский легкоатлет, специалист по прыжкам в высоту. Серебряный призёр чемпионата СССР в помещении, действующий рекордсмен мира в категории старше 60 лет. Мастер спорта СССР международного класса. Тренер по лёгкой атлетике.

## Биография
Владимир Кунцевич родился 6 августа 1952 года. Занимался лёгкой атлетикой в Свердловске.
В конце 1970-х — начале 1980-х годов годов входил в число сильнейших прыгунов в высоту страны. Так, в 1980 году на зимнем чемпионате СССР в Москве с результатом 2,26 метра завоевал серебряную медаль, уступив только Геннадию Белкову.
За выдающиеся спортивные достижения удостоен почётного звания «Мастер спорта СССР международного класса».
Впоследствии проявил себя в ветеранском спорте, неоднократно принимал участие в различных мастерских турнирах по прыжкам в высоту. В 2008—2012 годах являлся рекордсменом мира в категории старше 55 лет, с 2012 года — обладатель мирового рекорда в категории старше 60 лет (1,81 метра).
Занимался тренерской деятельностью в собственном клубе в Екатеринбурге. Первый тренер титулованного прыгуна Ивана Ухова. Его дочери Екатерина Кунцевич и Дарья Кунцевич так же добились определённых успехов в прыжках в высоту.